# Can't Breathe
Can't Breathe è un brano musicale della cantante canadese Fefe Dobson, estratto come terzo singolo dall'album Joy.

## Tracce
1. Can't Breathe – 3:47

## Classifiche
| Classifica (2011) | Posizione massima |
| ----------------- | ----------------- |
| Canada            | 19                |